# Десаи, Киран
Киран Десаи (англ. Kiran Desai, род. 3 сентября 1971 года, Нью-Дели, Индия) — индийская писательница, проживающая в США. В 2006 году её роман «Наследство разорённых» получил Букеровскую премию. Киран Десаи стала самой молодой писательницей, получившей эту премию. Киран Десаи — дочь известной писательницы Аниты Десаи.

## Биография
Киран Десаи родилась и прожила до 14 лет в Нью-Дели. Вместе с матерью на год переехала в Великобританию, а оттуда в США, где получила литературное образование Беннингтон колледже, Холлинс-колледже, а также в Колумбийском университете.
Впервые на творчество Киран обратили внимание в 1997 году, когда в журнале The New Yorker была опубликована антология индийской литературы второй половины XX века под редакцией Салмана Рушди (англ. Strange Happenings in the Guava Orchard was the closing piece).
Её первый опубликованный роман англ. Hullabaloo in the Guava Orchard был напечатан в 1998 году. Второй роман Киран Десаи «Наследство разорённых» увидел свет в 2006 году.

## Публикации на русском языке
- Наследство разорённых. СПб.: Амфора, 2007